# Levante-Wühlmaus
Die Levante-Wühlmaus (Microtus socialis), auch Tulpenmaus genannt, ist eine Nagetierart aus der Gattung der Feldmäuse (Microtus) innerhalb der Wühlmäuse (Arvicolinae). Sie kommt im Osten Europas von der Krim und dem Dnepr sowie dem Osten der Türkei über weite Teilen Asiens bis in den Norden der Volksrepublik China vor.

## Merkmale
Bei der Levante-Wühlmaus handelt es sich um eine kleine Wühlmaus mit hellem Fell und kurzem Schwanz. Sie erreicht eine Kopf-Rumpf-Länge von 9,2 bis 10,0 Zentimetern mit einem Schwanz von 2,0 bis 2,5 Zentimetern Länge. Die Hinterfußlänge beträgt 17 bis 18 Millimeter. Das Rückenfell ist blass sandfarben-braun, die Körperseiten sind heller und gelblicher. Das Bauchfell ist grau, die Haare besitzen sandfarbene Spitzen. Der Schwanz ist zweifarbig mit einer sandfarben-braunen Oberseite und einer heller sandfarbenen Unterseite. Die Oberseite der Hände und Füße ist hell sandfarben bis weiß und die Füße haben fünf Ballen an der Unterseite.

## Verbreitung
Die Levante-Wühlmaus kommt im Osten Europas von der Krim und dem Dnepr sowie dem Osten der Türkei über weite Teilen Asiens bis in den Norden der Volksrepublik China vor. Das Verbreitungsgebiet reicht vom Osten der Ukraine über weite Teile Russlands, Armenien, Kirgisistan, Georgien, Aserbaidschan, Tadschikistan und Usbekistan bis zum Balchaschsee in Kasachstan und den Nordwesten von Xinjiang in China. Nach Süden reicht es durch den Kaukasus und den Osten der Türkei bis in den Südwesten von Syrien, den Libanon im Bereich des Libanon-Gebirges, den Norden des Irak und den Nordwesten des Iran.

## Lebensweise
Die Levante-Wühlmaus lebt vor allem in Steppengebieten und wie andere Feldmäuse ernährt sie sich herbivor von Pflanzen, vor allem von Gräsern und anderen Grünpflanzen. Im Herbst dominieren Samen ihre Nahrung und manchmal frisst sie wahrscheinlich auch Schnecken und Insekten. Die Tiere graben flache, komplexe Erdbaue mit Brut- und Lagerkammern. Sie leben in Kolonien aus Familiengruppen mit mehreren Weibchen. Die meiste Zeit verbringen die Tiere unterirdisch, vor allem im Sommer kommen sie selten an die Oberfläche.
Die Fortpflanzung erfolgt über das gesamte Jahr, dabei bekommen die Weibchen bis zu fünf Würfe pro Jahr mit jeweils sechs bis acht Jungtieren.

## Systematik
Die Levante-Wühlmaus wird als eigenständige Art innerhalb der Feldmäuse (Microtus) eingeordnet, die aus mehr als 60 Arten besteht. Die wissenschaftliche Erstbeschreibung stammt von dem deutschen Naturforscher Peter Simon Pallas, der die Art 1773 anhand von Individuen aus dem Gebiet zwischen dem Ural und der Wolga beschrieb. Die Art wird der Untergattung Microtus innerhalb der Feldmäuse zugeordnet. Teilweise wurden die Mittelmeer-Feldmaus (Microtus guentheri) und die Iranische Wühlmaus (Microtus irani) der Levante-Wühlmaus als Unterarten zugeordnet. Weitere fünf Arten wurden aus dem ursprünglichen Artenkomplex als eigenständige Arten ausgegliedert: die Anatolische Wühlmaus (Microtus anatolicus), die Dogramaci-Wühlmaus (Microtus dogramacii), die Turkmenistan-Wühlmaus (Microtus paradoxus), die Qazvin-Wühlmaus (Microtus qazvinensis) und die Schidlovsky-Wühlmaus (Microtus schidlovskii).
Innerhalb der Art werden mehrere Unterarten unterschieden. Die Nominatform Microtus socialis socialis kommt in Kasachstan vor, im europäischen Teil des Verbreitungsgebietes leben Microtus socialis nikolajevi in der Ukraine bis nach Rostow und Microtus socialis parvus im Kaukasus bis nach Dagestan. In China kommt die Unterart Microtus socialis gravesi vor.

## Status, Bedrohung und Schutz
Die Levante-Wühlmaus wird von der International Union for Conservation of Nature and Natural Resources (IUCN) als nicht gefährdet (least concern) eingeordnet. Begründet wird dies mit dem großen Verbreitungsgebiet und den großen Beständen der Art. Potenzielle Gefährdungsrisiken für die Art sind nicht bekannt, allerdings gibt es bei einigen isolierten Populationen und Unterarten wie M. s. gorensis and M. s. astrachanensis deutliche Bestandsrückgänge durch Lebensraumverschlechterungen in überweideten Regionen und durch Trockenheiten. Vor allem die Bestände in Nordossetien-Alanien, Kalmückien, der Region um Astrachan, Armenien, Syrien und Nordchina sind hiervon betroffen.

## Belege
1. 1 2 3  Darrin Lunde, Andrew T. Smith: Social Vole. In: Andrew T. Smith, Yan Xie: A Guide to the Mammals of China. Princeton University Press, Princeton NJ 2008, ISBN 978-0-691-09984-2, S. 234.
2. 1 2 3 4 5 6 7 8  Microtus socialis in der Roten Liste gefährdeter Arten der IUCN 2016.2. Eingestellt von: K. Tsytsulina, B. Kryštufek, N. Yigit, A. Bukhnikashvili, G. Shenbrot, 2008. Abgerufen am 3. November 2016.
3. 1 2 3  Microtus (Microtus) socialis. In: Don E. Wilson, DeeAnn M. Reeder (Hrsg.): Mammal Species of the World. A taxonomic and geographic Reference. 2 Bände. 3. Auflage. Johns Hopkins University Press, Baltimore MD 2005, ISBN 0-8018-8221-4.